# 420-мм гаубица M.14/16
420-мм береговая гаубица М.14/16 (нем. 42 см L / 15 Küstenhaubitze M. 14/16)  — сверхтяжёлая осадная гаубица, использовавшаяся Австро-Венгрией во время Первой мировой войны и нацистской Германией во время Второй мировой войны.

## История
Орудие создавалось с расчётом поражать современные дредноуты в слабо бронированные палубы в соответствии с преобладавшей доктриной береговой обороны, которая гласила, что лучше атаковать самое слабое место с помощью навесного огня под большим углом, чем пытаться атаковать их сильно бронированные стороны чрезвычайно дорогими пушками, которые должны были быть в равной степени хорошо защищены, чтобы противостоять ответному огню с линкора. Гаубицы были значительно дешевле и могли быть размещены за холмами, чтобы избежать затрат на их защиту. Известная проблема поражения движущейся цели непрямым огнём должна была быть решена массированным огнём из нескольких видов оружия, все стреляющих по тем же данным.
Во всяком случае, две гаубицы были заказаны для обеспечения защиты основной австро-венгерской военно-морской базы в Пуле на Адриатике. Они должны были быть смонтированы на каретке с поворотным столом с бронированным куполом, способным поворачиваться на 360 ° для круговой защиты. Поворотный стол опирался на кольцо, установленное на бетонном основании. Однако после того, как после начала войны стало ясно, что непосредственная угроза для Пулы отсутствует, было решено, что гаубицы лучше использовать для поддержки армии. Первая гаубица уже была размещена на позиции, но вторая ещё не была собрана, и Skoda смогла адаптировать её для мобильного использования к январю 1915 года. 14-го числа этого месяца гаубица № 2, приписанная к прибрежной гаубичной батареи № 1 (нем. Küstenhaubitze Batterie № 1), произвела свой первый выстрел на железнодорожной станции в Тарнуве, в австрийской Польше.
В конечном счёте было заказано ещё восемь М.14 (вместе с запасным стволом и люлькой), хотя одна из них была осталась на Шкоде. Производство стволов было настолько медленным, что стволы, первоначально заказанные для береговых установок, были введены в эксплуатацию как часть 42-сантиметровой Моторизованной гаубицы М.16 (нем. Autohaubitze  M. 16).
Одно сохранившееся орудие использовалось нацистской Германией в 1940 году для обстрела овража Шененбурга с позиции около Обероттербаха; 60 и 80-см пушки, которые позже использовались Третьим рейхом (например, в Севастополе), не были готовы к французской кампании, поэтому пришлось задействовать устаревшие тяжёлые орудия Первой мировой войны, такие как данные орудия производства Skoda, а также уцелевшую гаубицу Gamma. Skoda, по-видимому, единственная модель M17, вошла в состав Германии после аннексии Чехословакии в 1938/39 и была переименована в 42 см houfnice vz. От 17 до 42 см Хаубитце (т); она также применялась в Ленинграде и Севастополе, хотя его ствол был рассчитан только на 1000 выстрелов.
Другое орудие, модели М.16, было захвачено в Дьёре в Венгрии во время венгерско-румынской войны 1919 года вместе с 38 cm Belagerungshaubitze M 16 № 2 «Gudrun». Экспонируется в Национальном военном музее в Бухаресте.

## Галерея

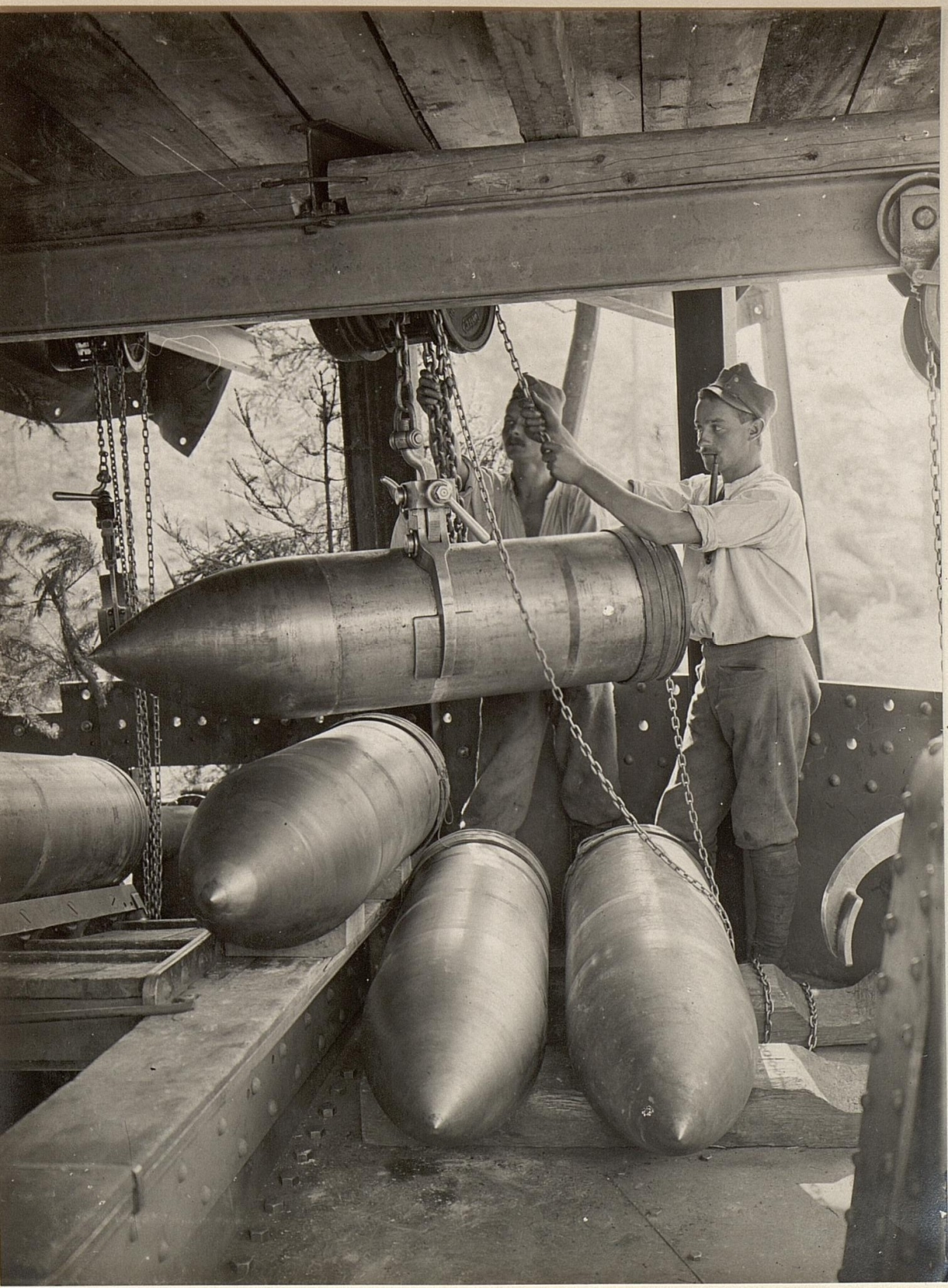
Снаряды для гаубицы М.14
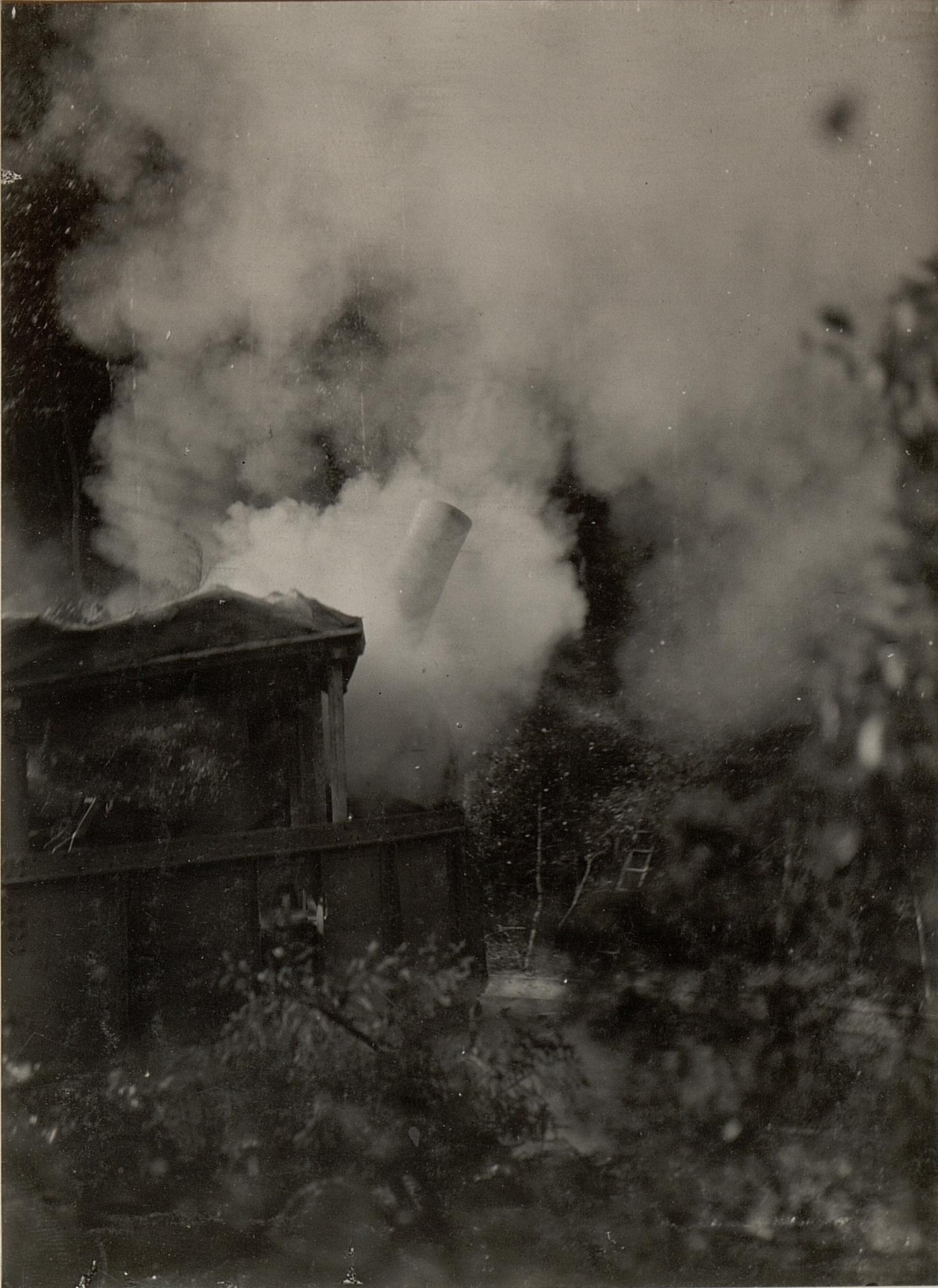
Стрельба из орудия
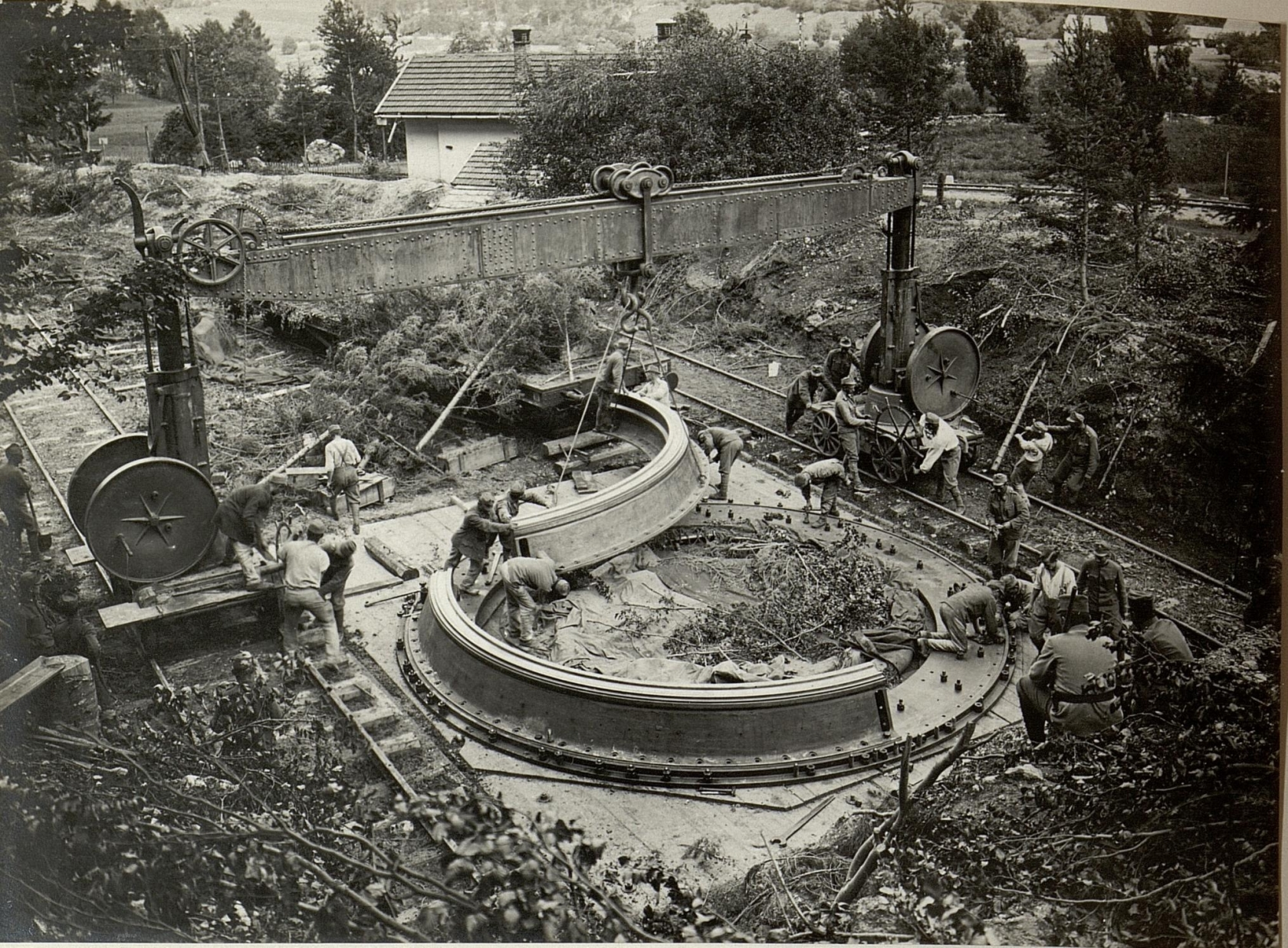
Монтаж установки для М.14
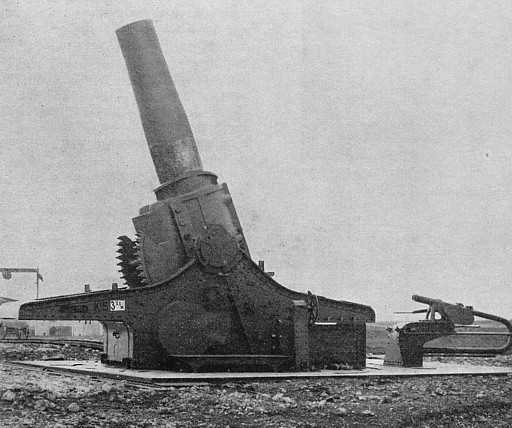
Бывшая австрийская М.16, на итальянской службе - Obice 420/12 m.16
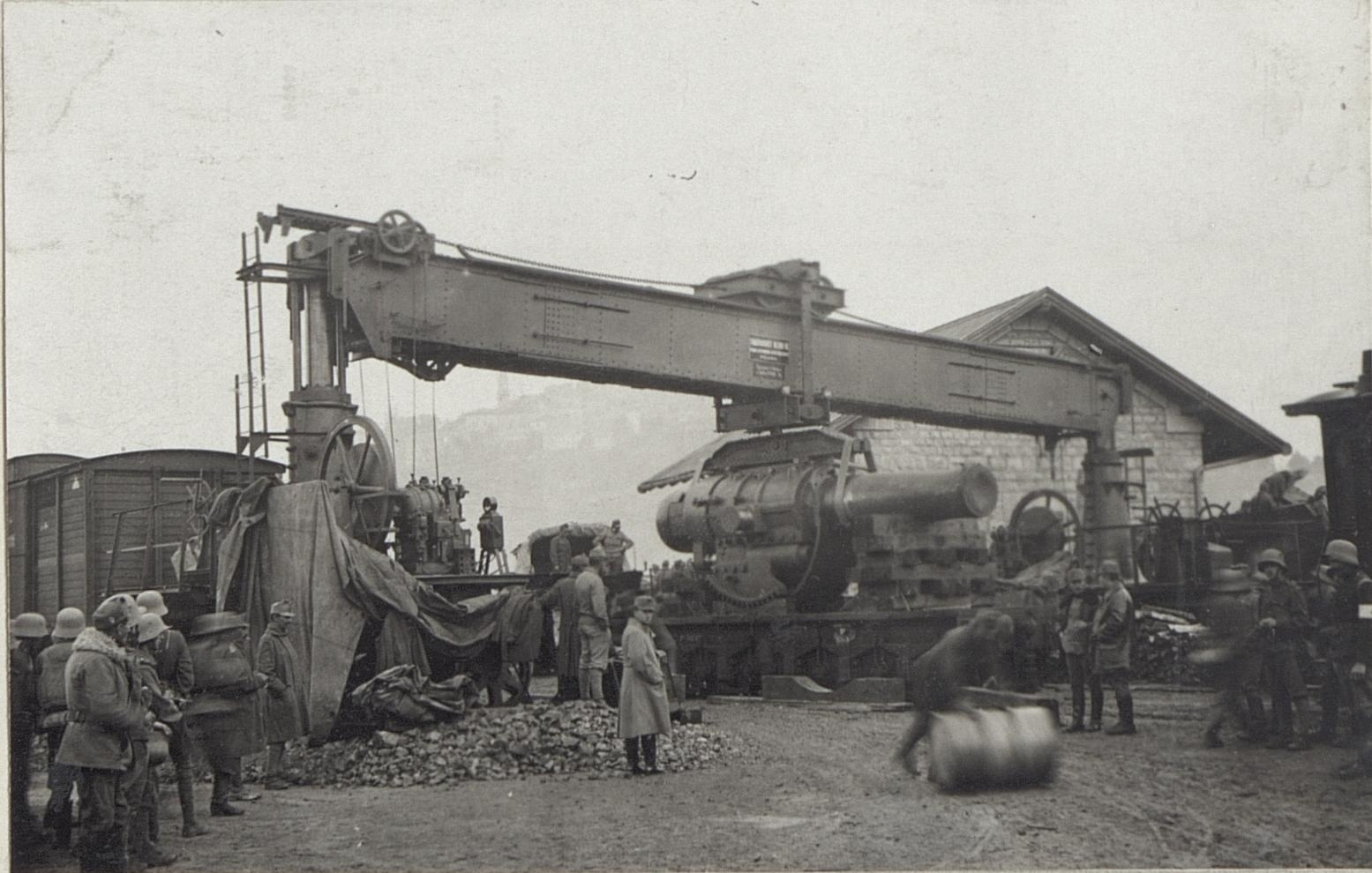
Выгрузка прибывшего на фронт орудия М.16